# Caroline Düringer
Caroline Düringer, geborene Caroline Lange, verwitwete Caroline Brauer, (3. August 1802 in Darmstadt – 26. Juni 1853) war eine deutsche Opernsängerin (Mezzosopran).

## Leben
Schon frühzeitig ließ ihr Vater, ein hessischer Stabsauditeur, ihre Stimme ausbilden. In Frankfurt debütierte sie, dort heiratete sie auch den Sänger M. Brauer, der jedoch bald darauf starb. Sie arbeitete nun als Bühnen- wie Konzertsängerin in Deutschland und der Schweiz. Von 1836 bis 1843 war sie in Leipzig engagiert. 1843 verlegte sie ihren Wohnort nach Mannheim und sang dann nur noch in kleineren Kreisen. Das Revolutionsjahr zerrüttete ihre Gesundheit. Nachdem sie zwei Schlaganfälle überlebt hatte, starb Düringer am 26. Juni 1853 an „Gehirnerweichung“.
1829 heiratete sie den Schauspieler Philipp Jacob Düringer.